# 生物胺
生物胺(英文:Biogenic amine)泛指所有生源胺类物质，重要的例子有组胺、酪胺、血清素、儿茶酚胺和色胺。生物胺有内源生物胺和外源生物胺之分。